# AYUKA
AYUKA（あゆか、xxxx年12月8日 - ）は、日本のロックシンガー。東京を拠点に活動中。少しハスキーな声質が特長。

## 人物・来歴
自称「豆腐メンタルロックガール」。耳がコンプレックス。
中国在住だった2018年に、植田真梨恵に憧れてギターの練習を始める。同時に配信アプリで活動を開始。2020年2月、BIGO LIVEの楽曲提供イベントで入賞を果たし、同年4月に1st シングル「コーディネート」でデビュー。
2024年10月、ワーナーミュージック・グループ傘下のADA Japanから、シングル「ドゥ」でメジャー・デビュー。ロックフェス出演、植田真梨恵との共演が夢。

## ディスコグラフィ

### シングル
- コーディネート（2021）
- 境界線（2021）
- Re:life（2021）
- Souvenir（2021）
- Merry Meeting（2021） - Xmasコンピレーションアルバム"MLE CHRISTMAS"収録
- うたうたいの少女（2021）
- 根腐れ（2022）
- ドゥ（2024） - メジャーデビュー

### アルバム
- SeaSon（2021）

### ミニアルバム
- ERASE+1（2021）
- PARADE（予定）